# حزب متحد ملی (آمریکا)
حزب متحد ملی نام موقتیست که حزب جمهوری خواه ازآن برای انتخابات سال ۱۸۶۴ که درجریا جنگ داخلی برگزار می‌شد استفاده می‌کرد.
هدف از این نامگذاری، جذب آراء دموکرات‌های افراطی، ایالات مرزی و اتحادگرایان برای حزب جمهوری خواه در انتخابات بود. حزب آبراهام لینکلن جمهوری خواه را برای ریاست جمهوری و اندرو جانسون دموکرات را برای معاونت وی کاندید کردند و با کسب اکثریت بالای آراء موفق به پیروزی در انتخابات شدند.